# Wereldkampioenschappen jiujitsu
De wereldkampioenschappen jiujitsu zijn door de Ju-Jitsu International Federation (JJIF) georganiseerde kampioenschappen voor jiujitsuka's. 

## Historiek
De eerste editie vond plaats in 1994 in het Italiaanse Cento.

## Edities
| Editie | Jaar | Locatie                                  |
| ------ | ---- | ---------------------------------------- |
| 1      | 1994 | Cento (Italië)                           |
| 2      | 1996 | Parijs (Frankrijk)                       |
| 3      | 1998 | Berlijn (Duitsland)                      |
| 4      | 2000 | Kopenhagen (Denemarken)                  |
| 5      | 2002 | Punta del Este (Uruguay)                 |
| 6      | 2004 | Móstoles (Spanje)                        |
| 7      | 2006 | Rotterdam (Nederland)                    |
| 8      | 2008 | Malmö (Zweden)                           |
| 9      | 2010 | Sint-Petersburg (Rusland)                |
| 10     | 2011 | Cali (Colombia)                          |
| 11     | 2012 | Wenen (Oostenrijk)                       |
| 12     | 2014 | Parijs (Frankrijk)                       |
| 13     | 2015 | Bangkok (Thailand)                       |
| 14     | 2016 | Wrocław (Polen)                          |
| 15     | 2017 | Bogota (Colombia)                        |
| 16     | 2018 | Malmö (Zweden)                           |
| 17     | 2019 | Abu Dhabi (Verenigde Arabische Emiraten) |
| 18     | 2021 | Abu Dhabi (Verenigde Arabische Emiraten) |
| 19     | 2022 | Abu Dhabi (Verenigde Arabische Emiraten) |

1994 ·
1996 ·
1998 ·
2000 ·
2002 ·
2004 ·
2006 ·
2008 ·
2010 ·
2011 ·
2012 ·
2014 ·
2015 ·
2016 ·
2017 ·
2018 ·
2019 ·
2021 ·
2022